# Пшатув-Дольни
Пшатув-Дольни (пол. Przatów Dolny) — село в Польщі, у гміні Шадек Здунськовольського повіту Лодзинського воєводства.
У 1975-1998 роках село належало до Серадзького воєводства.